# František Hanovec
František Hanovec (13. března 1916, Bánová – 14. dubna 2001, Žilina) byl pilot Slovenských vzdušných zbraní v druhé světové válce a letecké eso. Jako pilot se zúčastnil bojů s Maďarskem, útoku na Polsko, byl nasazen na východní frontě proti Sovětskému svazu a koncem války bojoval proti Německu v povstání. Stal se nositelem deseti vyznamenání - čtyř slovenských, dvou německých, jednoho rumunského a tří československých.

## Životopis
František Hanovec se narodil v obci Bánová u Žiliny v chudé dělnické rodině. Studium na gymnáziu v Malackách nedokončil. Přihlásil se dobrovolně k letectvu a po ukončení školy v Prostějově v červenci 1936 narukoval do československé armády. Byl přemístěn k 3. leteckému pluku v Košicích kde létal na pozorovacích letadlech Letov Š-328. 1. ledna 1938, v období zvýšeného mezinárodního napětí, byl převelen k stíhacímu útvaru, Leteckému pluku 4 v Hradci Králové. Na Slovensko se vrátil s hodností četaře v květnu 1938, když byl přidělen k 45. letce v Piešťanech, která byla vyzbrojena Aviemi B-534. Během mobilizace letka působila na několika polních letištích na Moravě a na východním Slovensku. Po vzniku Slovenského státu se František Hanovec dostal na letiště ve Spišské Nové Vsi kde se zúčastnil bojů při pohraničním konfliktu s Maďarskem. Během maďarské invaze působilo z letiště ve Spišské Nové Vsi 52 bojových letounů, k dispozici však bylo jen 34 pilotů . V svém životopisu udával, že sestřelil Fiat CR-42 a následně byl sestřelen. Žádný sestřel mu však přiznán nebyl a ani maďarská strana neuvádí že by v daném souboji utrpěla ztráty.
Během invaze do Polska dosáhl svůj první oficiální sestřel, ten byl potvrzen i polskou stranou. 6. září 1939 byl velitelem tříčlenného roje který sestřelil letadlo Lublin R-XIII, které bylo podle polských záznamů na průzkumném letu na trase Bochnia - Nowy Sącz - Spišská Nová Ves - Prešov - Bardejov. František Hanovec v životopise uvádí že letadlo palubními zbraněmi ostřelovalo město Prešov. Jeho dvoučlenná osádka po dopadu nedaleko obce Ostrovany zahynula. V červnu 1940 měl František Hanovec na letadle Zlin Z-XII těžkou havárii a utrpěl zranění páteře. Po návratu k 12. letce která vznikla reorganizací 45. letky se dostal 7. července 1941 na východní frontu, kde působil do 27. října 1941. Během tohoto období absolvoval 22 operačních letů, při kterých se dostal do několika soubojů se sovětskými letouny, ale i s německými Messerschmitty Bf 109, jejichž piloti považovali dvojplošné Avie za sovětská letadla. Další sestřely nedosáhl, byl však byl sestřelen, tentokrát vlastními jednotkami a bez zranění nouzově přistál.
Na Slovensku byl po návratu převelen k 11. letce která měla základnu v Piešťanech. Letka působila v rámci Zajišťovací divize proti partyzánům v oblasti Žitomir a Ovruč. Na Avii B-534 provedl František Hanovec do 14. října 1942 12 operačních letů. Pak absolvoval noční stíhací kurz v Piešťanech a následně byl přidělen jako letecký učitel cvičné letce v Piešťanech. V dubnu 1943 nastoupil na přeškolovací kurz na Messerschmitt Bf 109. 23. června 1943 odešel s 2. garniturou 13. letky na východní frontu.
Během turnusu absolvoval 70 bojových letů. Během tvrdých obranných bojů nad Kubání, Krymem, Azovským a Černým mořem se mu podařilo sestřelit pět sovětských letadel. Postupně sestřelil Airacobru (22. června), Douglas Boston (30. července), Jak-1 (26. září), Il-2 (7. října) a La-5 (27. října). 6. října vyvázl z havárie při přistání s Bf 109G, která byla způsobena prasklou pneumatikou, bez vážnějšího zranění. 28. října 13. letka odevzdala výzbroj chorvatské 15. letce a vrátila se na Slovensko. Za účast v bojích dostal František Hanovec další slovenské, německé a jedno rumunské vyznamenání.
Na Slovensku po návratu krátce působil v 1. technické letce, od 31. ledna 1944 byl opět členem 13. letky, která měla po přezbrojení z Bf 109E na Bf 109G-6 na starosti protivzdušnou obranu Slovenska. Z letištť Vajnory a Piešťany provedl dalších asi 30 vzletů. Kromě toho působil i jako letecký instruktor. 13. dubna při vzletu na poplach s Rudolfem Božíkem došlo k záměně německého letadla Bf 110 za B-24 Liberator a Božík německé letadlo sestřelil.
Během války však zůstal skutečný důvod sestřelení německého stroje utajený. Pohotovostní letka se stala terčem kritiky poté co nezasáhla při těžkém náletu na Bratislavu 16. června 1944. Do bojů zasáhla 26. června, když osm letadel vedených Jurajem Puškárem zaútočilo na silný americký svaz. Tři slovenští piloti byli zabiti, čtvrtý byl těžce raněn a šest letadel bylo odepsáno
Letce tak zůstaly jen čtyři letuschopné stíhačky, které byly zařazeny k letce 12. na východní Slovensko. Po zprávách, že Němci začali odzbrojovat Východoslovenskou armádu, 31. srpna František Hanovec brzy ráno odletěl na Bf 109G-6 z letiště Išla na území kontrolované Rudou armádou a přistál ve Lvově.
Povstalci žádali pomoc a 6. září se dvojice Bf 109G vrátila na Slovensko. Stroje pilotované Rudolfem Božíkem a Františkem Hanovcem přistáliy na letišti Tri Duby. Jako člen Kombinované letky absolvoval 30 bojových letů na letadlech Bf 109, Avia B-534 a Letov Š-328. Někdy je mu připisován sestřel Ju 88, oficiální záznamy to však nepotvrzují.
Po potlačení povstání ustoupil spolu s partyzánskou skupinou k hoře Chabenec kde se rozešli. S falešnými doklady se dostal do Žiliny. Tam však byl 17. listopadu 1944 zatčen a jako válečný zajatec byl se skupinou amerických letců převezen do zajateckého tábora Dulag Luft v Oberurselu u Frankfurtu nad Mohanem. 22. prosince 1944 byl převezen do tábora pro zajaté slovenské vojáky Stalag IVC. V zajateckém táboře zůstal až do konce dubna 1945. Za protiněmeckou činnost v posledních měsících války dostal tři československá vyznamenání.
Krátce po válce vstoupil do KSS a působil ve vojenském letectvu. Dne 3. listopadu 1945 se oženil s Alžbětou Grosovou.
Po vzniku Bezpečnostního letectva, jehož jednotky byly vyzbrojeny převážně Bf 109, byli vhodnými kandidáty na piloty slovenští stíhací piloti se zkušenostmi s daným druhem techniky. Tak byl 1. října 1945 přidělen Letecké hlídce SNB v Bratislavě i František Hanovec, kde působil ve funkci zástupce velitele. Později v červenci 1947 byl i s Františkem Cyprichem přeložen do Košic, kde se zúčastnil bojů s banderovci. Své působení v Bezpečnostním letectvu popisoval ve služebním životopise následovně: "Donutil jsem k přistání jedno letadlo Dakota v Bratislavě, toto letadlo startovalo z Trenčína a cestující chtěli donutit posádku k úletu do amerického pásma v Rakousku. Během mé služby v Košicích uletělo jedno letadlo Ju 52 z letiště Poprad a to pilotoval mechanik aerolinií Timko a mechanik Aeroklubu TATRASVIT Gulkáš ".
Po zrušení Bezpečnostního letectva byl zařazen k 3. leteckému pluku v Brně. Z armády odešel v roce 1958 v hodnosti majora v rámci rozsáhlého propouštění příslušníků slovenské armády, kteří se zúčastnili bojů proti Sovětskému svazu. Později působil jako náčelník aeroklubu Svazarmu v Žilině.
V roce 1985 odešel do důchodu. V roce 1995 mu FAI udělila Diplom Paula Tissandiera, který slouží k ocenění za významný přínos k rozvoji všeobecného letectví a sportovního letectví zvlášť.
V roce 1996 město Žilina udělilo Františku Hanovcovi čestné občanství.
V Žilině žil až do 14. dubna 2001, kdy ve věku 85 let zemřel.

## Vyznamenání
- Medaila Za hrdinství[5], II. stupeň (15.10.1939) Slovenský štát
- Železný kříž, II. třída (15.11.1939) Nacistické Německo
- Medaile Za hrdinství, III. stupeň (1939) Slovenský štát
- Pamětní medaile Za obranu Slovenska v březnu 1939 [6] (1939) Slovenský štát
- Frontová letecká spona denní stíhači[7], ve zlatě (1943) Nacistické Německo
- Řád za letecké zásluhy[8] (25.04.1944) Rumunské království
- Slovenský válečný vítězný kříž, IV. třída, Slovenský štát
- Československý válečný kříž 1939 Československo
- Československá medaile Za chrabrost před nepřítelem Československo
- Řád Slovenského národního povstání, II. třída, Československo